# Ján Matejka
Ján Matejka (* 8. ledna 1976 Praha) je český právník a právní vědec zabývající se problematikou práva informačních technologií a informačních systémů. V letech 2015 až 2025 byl ředitelem Ústavu státu a práva Akademie věd ČR, kde působil původně jako vědecký pracovník (od roku 2000), později jako vedoucí oddělení soukromého práva (od roku 2004) a zástupce ředitele (od roku 2009).
Dne 18. března 2025 byl zvolen členem Akademické rady Akademie věd ČR na funkční období 2025–2029, 
na jejím prvním jednání dne 1. dubna 2025 byl na základě tajné volby zvolen členem jejího předsednictva; je odpovědný je za metodický dohled nad vnější legislativou AV ČR a koordinaci provozu, rozvoje    a bezpečnosti  umělé inteligence.

## Život
Pochází z Prahy. Po středoškolských studiích se přesunul do Plzně, kde vystudoval Fakultu právnickou Západočeské univerzity Po ukončení magisterského studia byl v roce 2000 na tuto fakultu přijat jako odborný asistent a  v roce 2002 jako interní doktorand, v letech 2002 až 2010 vykonával funkci tajemníka katedry pracovního práva a práva sociálního zabezpečení a působil jako garant předmětu Internetové a počítačové právo, který na fakultě založil. Později byl v souvislosti s kauzou plzeňských práv pověřen děkanem Jiřím Pospíšilem vedením katedry pracovního práva a práva sociálního zabezpečení (od roku 2009). V roce 2011 z fakulty odešel (spolu s Karlem Eliášem, Helenou Válkovou, Bohumilem Havlem a Tomášem Sobkem, a dalšími).
V roce 2001 (společně s Jiřím Čermákem) založil informační server itpravo.cz, který se jako první český web věnoval  problematice Internetového a počítačového práva.
Pedagogicky působí na Matematicko-fyzikální fakultě Univerzity Karlovy, kde je garantem předmětu Právní aspekty zabezpečení dat, a externě na Právnické fakultě Univerzity Karlovy, kde působí rovněž jako člen její vědecké rady a oborové rady doktorského studia. Dále pedagogicky působí na Právnické fakultě Masarykovy univerzity, a to jako školitel v rámci doktorského studijního programu a člen Komise pro státní rigorózní zkoušky v oboru Práva informačních a komunikačních technologií a Komise pro státní rigorózní zkoušky v oboru Práva duševního vlastnictví. Od roku 2019 je členem Vědecké rady Ministerstva práce a sociálních věcí.
Je autorem nebo spoluautorem více než 30 odborných monografií a více než 70 vědeckých článků, byl a je činný jako hlavní řešitel nebo spoluřešitel více než 20 grantových projektů základního i aplikovaného výzkumu. Uskutečnil řadu zahraničních studijních pobytů (zejména na Manchester Metropolitan University nebo na Universite d`ete Granada). V letech 2009–2013 působil jako předseda hodnotícího panelu Grantové agentury ČR pro právní vědy a politologii (P408) a člen oborové komise pro společenské vědy (OK4).
V roce 2004 byl jmenován členem rozkladové komise Národního bezpečnostního úřadu. Je členem Vědecké rady Ústavu štátu a práva Slovenskej Akadémie vied. Od roku 2000 působí rovněž jako člen Rozkladové komise Úřadu pro ochranu osobních údajů. Je členem redakčních rad časopisu Právník, Časopisu pro právní vědu a praxi, časopisu The Lawyer Quarterly a Revue pro právo a technologie. Od r. 2019 je členem Výboru pro AI koordinujícího cíle Národní strategie umělé inteligence v České republice. Působí rovněž jako samostatný advokát. V roce 2009 mu byla Akademickou radou Akademie věd ČR udělena Prémie Otto Wichterleho, která se uděluje mladým vědeckým pracovníkům do 35 let.

## Věda
Odborně se orientuje na problematiku vztahu práva a nových technologií (v širším slova smyslu), včetně přesahů do soukromého (pracovního i občanského) a správního práva, a to zpravidla se zřetelem ke specifickým aspektům ochrany právních vztahů v oblastech osobních údajů, duševního vlastnictví, blockchainu a oblasti umělé inteligence. Předmětem jeho badatelského zájmů jsou i související témata badatelské svobody a obecnější problematika postavení institucí v oblasti výzkumu, vývoje a inovací. Pravidelně publikuje v odborných časopisech jako je např. Právník, Bulletin advokacie, Právní rozhledy, Acta Universitatis Carolinae Iuridica, Časopis pro právní vědu a praxi, Acta Informatica Pragensia, Revue pro právo a technologie, aj; v minulosti publikoval také na serveru o českém Internetu Lupa.cz. Je rovněž autorem či spoluautorem desítek monografií na tato témata.
Od roku 2022 je jedním ze spoluřešitelů projektu EXCELES s názvem Národní institut pro výzkum socioekonomických dopadů nemocí a systémových rizik (zkr. SYRI), který představuje virtuální vědecký hub, sdružující odborníky z Masarykovy univerzity, Univerzity Karlovy a ústavů Akademie věd ČR; cílem tohoto institutu je propojit vědce ze špičkových pracovišť a nabízet řešení a doporučení  k řešení rizikových situací v  mimořádných událostech, jako je pandemie covidu-19, válka na Ukrajině, inflace a zdražování nebo klimatické změna, aj.

## Dílo
- Matejka, Ján. Autorský zákon porušuje každý z nás. Redakce Euro.cz. [cit. 16. 1. 2006] Dostupné online.
- Matejka, Ján. Internet jako objekt práva: hledání rovnováhy autonomie a soukromí. Praha: CZ.NIC, 2013, 256 s. ISBN 978-80-904248-7-6. Dostupné online Archivováno 13. 10. 2022 na Wayback Machine..
- Matejka, Ján. Krausová, Alžběta, Güttler Vojen a kol. Biometric data and its specific legal protection. Praha: Institute of State and Law of the Czech Academy of Sciences, 2020, 191 s. ISBN 978-80-87439-43-2.
- Matejka, Ján. Bárta, Jan, Havel, Bohumil a kol. Zákon o veřejných výzkumných institucích: komentář. Praha: Wolters Kluwer, 2021, 436 s. ISBN 978-80-7552-642-7.
- Matejka, Ján. Mates, Pavel. Zákon o právu na digitální služby: komentář. Praha: Leges, 2022, 214 s. ISBN 978-80-7502-607-1.